# リチャード・アレン・ポズナー
リチャード・アレン・ポズナー（英語: Richard Allen Posner、1939年1月11日 - ）は、アメリカ合衆国の法学者。法と経済学の専門家であり、連邦巡回区控訴裁判所判事である。

## 経歴
- ニューヨークで生まれ育った。1959年にイェール大学でA.B.を、1962年にハーバード大学ロースクールでLL.B.を、それぞれ優等の成績で取得した。ハーバード・ロー・レビュー編集長を務めた。

- ウィリアム・ブレナン最高裁判所判事の法律書記、連邦取引委員会委員長の補佐官、サーグッド・マーシャル司法省訴務局長のスタッフを経て、1968年にスタンフォード大学ロースクール准教授、1969年にシカゴ大学ロースクールの教授に招聘された。

- 1981年12月1日にレーガン大統領の指名により連邦第7巡回区控訴裁判所（シカゴ）の判事に就任、1993年から2000年まで同裁判所の首席判事を務めた。

- 現在も連邦第7巡回区控訴裁判所の判事であり、また、シカゴ大学ロースクールで上級講師として教えている。

- ゲーリー・ベッカー教授（1992年ノーベル経済学賞）との共同研究に対し、2013年にトムソン・ロイター引用栄誉賞（経済学）受賞。

## マイクロソフト反トラスト法事件調停人
- 米司法省と全米19州が反トラスト法違反を理由に米マイクロソフト社を起訴していた裁判で、トーマス・ペンフィールド・ジャクソン（英語版）判事に指名され和解交渉の特別調停人を務めた。

## 法と経済学のシカゴ学派
- ポズナーは法学研究に経済学を導入し、法体系の経済分析を提供する。そして、慣習法だけでなく刑法ですら、経済的効率のためであると主張している。
- 法は経済学の手法により解釈し説明が可能であると教えている。たとえば、ポズナーは効率的契約違反説を唱え、契約の拘束力は効率性に根拠があることから、より効率性の高い取引の機会（損害を賠償してもなお余りある利益を得ること）があるならば、契約を破棄することができると考えている。

## 著作
- 『正義の経済学――規範的法律学への挑戦』、馬場孝一訳、木鐸社、2004年
- （ゲーリー・S・ベッカーと共著）『ベッカー教授、ポズナー判事のブログで学ぶ経済学』、鞍谷雅敏・遠藤幸彦共訳、東洋経済新報社、2006年
- （ゲーリー・S・ベッカーと共著）『ベッカー教授、ポズナー判事の常識破りの経済学』、鞍谷雅敏・遠藤幸彦・稲田誠士共訳、東京経済新報社、2011年